# Босакова, Ева
Ева Босакова (чеш. Eva Bosáková, урожд. Вехтова;  18 декабря 1931, Млада-Болеслав, Чехословакия— 10 ноября 1991, Прага, Чехословакия) — чехословацкая спортивная гимнастка. Заслуженный мастер спорта Чехословакии.
Участница трёх олимпийских игр (1952, 1956 и 1960 года, причём на каждой из них выигрывала по крайней мере одну медаль, а в 1956 и 1960 годах стала чемпионкой на бревне) медалистка трёх чемпионатов мира (с 1954 по 1962 годы, причём в 1962 году стала на бревне чемпионкой).